# Csesztreg, Zala
Csesztreg  este un sat în districtul Lent, județul Zala, Ungaria, având o populație de 898 de locuitori (2011). 

## Demografie
Componența etnică a satului Csesztreg
     Maghiari (96,16%)
     Romi (1,78%)
     Germani (1,51%)
     Români (0,55%)
Componența confesională a satului Csesztreg
     Romano-catolici (66,26%)
     Reformați (5,9%)
     Fără religie (1,78%)
     Necunoscută (24,72%)
     Alte religii (1,34%)
Conform recensământului din 2011, satul Csesztreg avea 898 de locuitori. Din punct de vedere etnic, majoritatea locuitorilor (96,16%) erau maghiari, existând și minorități de romi (1,78%) și germani (1,51%).  Din punct de vedere confesional, majoritatea locuitorilor (66,26%) erau romano-catolici, existând și minorități de reformați (5,9%) și persoane fără religie (1,78%). Pentru 24,72% din locuitori nu este cunoscută apartenența confesională.